# Tiso IX da Camposampiero

Stemma Camposampiero

Tiso IX da Camposampiero (dopo il 6 luglio 1312 – Verona, 1333) è stato un politico italiano.

## Biografia
Membro dell'illustre famiglia Camposampiero, era figlio - postumo - di Tiso VIII e di Cunizza di Perenzano da Carrara.
Coerede con il nipote Guglielmo III del feudo paterno, si scontrò più volte con quest'ultimo rivendicandone i possedimenti. Nel 1329 si era impadronito di alcuni beni del parente che, in risposta, aveva occupato le sue proprietà a Godego, Poggiana e Villarazzo. Nel 1332 Tiso prese il castello di Treville, ma dovette presto restituirlo per ordine di Mastino II della Scala.
Sostenitore dello zio Marsilio da Carrara, signore di Padova, si schierò con lui nel partito filo-scaligero. La madre parteggiava invece per Nicolò da Carrara e, su istigazione del parente, la uccise sorprendendola a Verona con un amante (1330).
Morì giovanissimo e, privo di discendenza, lasciò tutto a Marsilio. È conservato un documento del 27 dicembre 1333 con cui Mastino della Scala imponeva al vescovo di Verona Nicolò e ai canonici del capitolo, rappresentati da Moreschino e Simone, di accompagnare in forma solenne il cadavere di Tiso alla sepoltura. È possibile che i prelati fossero riluttanti a fare ciò visto che il defunto si era macchiato di matricidio.
Prima di morire nel 1338, Marsilio dispose che i beni ricevuti da Tiso non potessero ritornare in alcun modo a Guglielmo. Il 24 marzo 1340 il doge Bartolomeo Gradenigo, chiamato ad arbitrare la disputa ereditaria, sentenziò che il castello e la curia di Camposampiero restassero a Ubertino da Carrara, successore di Marsilio, mentre la restante parte dei possedimenti veniva assegnata a Guglielmo.